# George Poinar
George Orlo Poinar (ur. 25 kwietnia 1936 r. w Spokane) – amerykański biolog.

## Życiorys
Urodzony 25 kwietnia 1936 r. w Spokane, od trzeciego roku życia mieszkał w Ohio, gdzie jego ojciec pracował jako muzyk i nauczyciel muzyki. W dzieciństwie uczył się gry na fortepianie i skrzypcach, jednak z czasem porzucił muzykę dla nauk przyrodniczych. W okresie szkolnym dużo czasu spędzał na obserwowaniu ptaków. W liceum dwa razy spędził lato, pracując na farmie w Iowa, co przygotowało go do studiów na Cornell University’s Agricultural School, gdzie początkowo zajmował się ornitologią. Po roku, za zachętą jednego z profesorów, zajął się botaniką i zaczął badać wpływ owadów na różne gatunki roślin. Jego badania pozwoliły mu na uzyskanie asystentury na Wydziale Entomologi, gdzie badał pasożyty. Doktorat z biologii uzyskał w 1962 roku.
W celu poszerzenia swojej wiedzy nt. nematologii, Poinar wyjechał do Wielkiej Brytanii, do Rothamsted Experimental Station, odwiedzał także uczelnie w Paryżu, Wageningen i Leningradzie. Podczas tej podróży wszedł w Danii w posiadanie pierwszego kawałka bursztynu. W 1964 r. otrzymał na Uniwersytecie Kalifornijskim w Berkeley posadę na Wydziale Entomologii i podjął badania owadów atakujących Cyperus rotundus. W następnych latach badał owady atakujące ludzi, a potem pasożyty atakujące owady. Kierował też uczelnianym Insect Disease Diagnostic Service, identyfikującym pasożyty ważne z punktu widzenia medycyny i rolnictwa.
Po zamknięciu IDDS, Poinar badał wpływ nicieni na rozrodczość żuków szkodzących uprawie kokosów, co doprowadziło go do podróży po Samoa, Nowej Kaledonii, Północnej Australii, Tajlandii, Malezji i Borneo. W trakcie tej podróży zajął się także agatisem nowozelandzkim, który jest źródłem żywic i od tego czasu zaczął kolekcjonować bursztyn.
W 1969 r. Poinar wyjechał do Leningradu, gdzie podjął współpracę z Sowiecką Akademią Nauk i badał bałtyckie bursztyny ze zbiorów sowieckich muzeów. Następnie badał nicienie w czasie podróży po Afryce. Po powrocie z Afryki podjął badania bursztynu na Uniwersytecie Kalifornijskim w Berkeley, które uznawał za poboczny projekt i okazję do współpracy z żoną Robertą, specjalistką mikroskopii elektronowej. Przełomowym odkryciem było wykrycie u muchy zatopionej w bursztynie zachowanych komórek z jądrami komórkowymi. To odkrycie stało się początkiem intensywnych prac Poinarów nad DNA wymarłych gatunków.
Poinar kolekcjonował także bursztyn z inkluzjami, w celu pozyskania materiału badawczego podróżował do Meksyku, Polski, Maroka i na Dominikanę oraz do innych krajów.
Autor książek nt. paleoentomologii. Opublikował w 1994 r. A Quest for Amber, Lebanese Amber: The Oldest Insect Ecosystem in Fossilized Resin (2001 r.) oraz napisane wraz z żoną The Amber Forest: A Reconstruction of a Vanished World (1999 r.) i What Bugged the Dinosaurs?: Insects, Disease and Death in the Cretaceous (2008 r.). Spopularyzował ideę ekstrakcji DNA z owadów znalezionych w bursztynie, co zainspirowało Michaela Crichtona do napisania jego bestsellerowej powieści Park Jurajski, która została potem zekranizowana.
Przeszedł na emeryturę w 1995 r. i osiadł w Corvallis. Jako emeryt współpracował z kadrą Oregon State University, a także regularnie podróżował w celu kolekcjonowania okazów roślin i zwierząt uwięzionych w żywicy. W 2017 r. w wywiadzie poparł ideę odtwarzania wymarłych gatunków na podstawie kopalnego DNA.
Jego synem jest Hendrik Poinar, specjalista w zakresie kopalnego DNA.